# Karusell
Karusell was een Zweeds platenlabel dat popmuziek en jazz uitbracht. Het was actief in de jaren vijftig en zestig. Het label werd in 1952 opgericht door de Zweedse jazz-bassist en bandleider Simon Brehm en Carl-Gustaf Niren. Het label richtte zich vooral op popmuziek, maar er kwamen ook jazzplaten uit, waaronder verschillende producties die in samenwerking met Norman Granz tot stand kwamen. Popartiesten die op het label uitkwamen waren onder meer The Spotnicks, Lill Babs, Anita Lindblom en Wencke Myhre. Jazz kwam van bijvoorbeeld Oscar Peterson, Jutta Hipp met Lars Gullin en Simon Brehm en saxofonist Stan Getz. In licentie bracht het werk op de Scandinavische markt uit van Gil Evans (opnames van zijn album "Out of the Cool"). Na het overlijden van Brehm in 1967 werd het label verkocht aan Polydor, die het als sublabel aanhield.